# Achelata
Infra-ordre
Les Achelata sont un infra-ordre de crustacés décapodes du sous-ordre des Macrura Reptantia, qui comprend notamment les langoustes et cigales de mer. 

## Description et caractéristiques
Langoustes et cigales de mer appartiennent à l'infra-ordre des Achelata (du préfixe privatif grec α- (a-), qui signifie «sans », et χηλή (chēlē) « membre armé d'ongles crochus », « pince »). Ces espèces sont donc caractérisées entre autres par leur absence de pinces.

## Liste des infra-ordres
Selon World Register of Marine Species (31 décembre 2018) :
- famille Palinuridae Latreille, 1802 -- langoustes
- famille Scyllaridae Latreille, 1825 -- cigales de mer

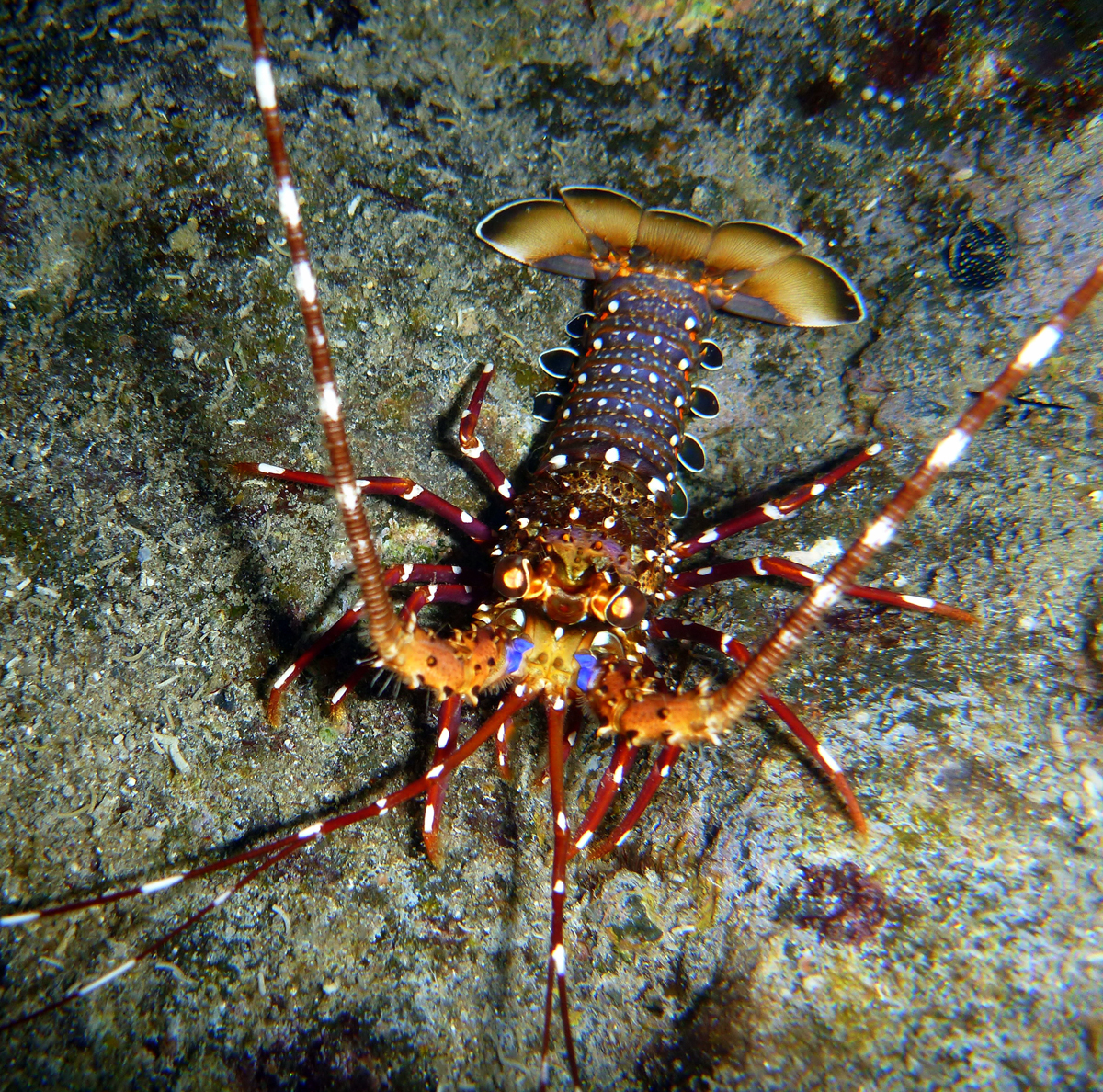
Panulirus longipes, une langouste
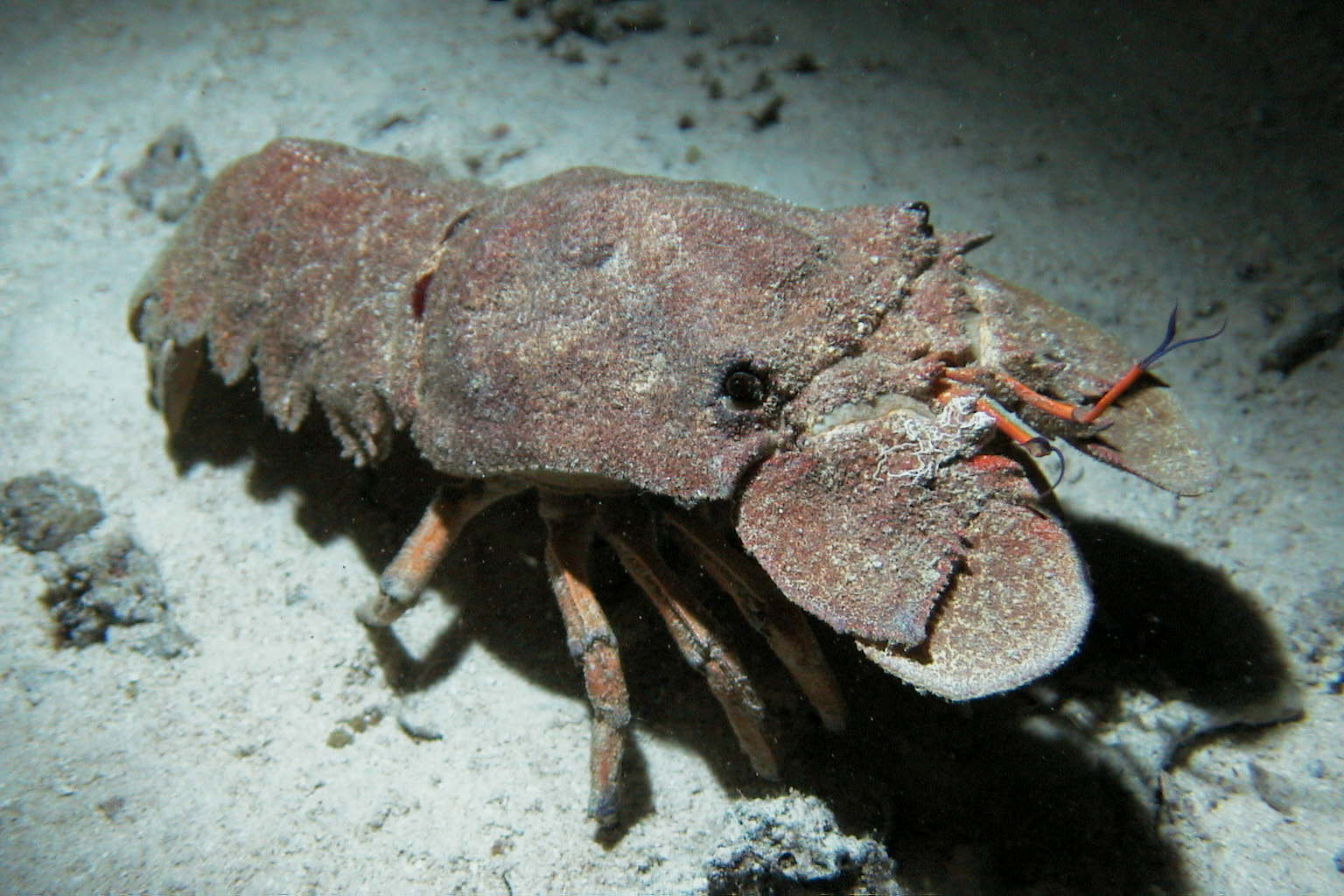
Scyllarides latus, une cigale de mer

## Publication originale
- Scholtz & Richter, 1995 : Phylogenetic systematics of the reptantian Decapoda (Crustacea, Malacostraca).  Zoological Journal of the Linnean Society, vol. 113, n. 3, pp. 289-328 (introduction) (en).